# Hillhead (metropolitana di Glasgow)
Hillhead è una stazione dell'unica linea della metropolitana di Glasgow. È una delle stazioni più trafficate, trovandosi vicino all'Università di Glasgow.
È stata aperta nel 1896 insieme alla metropolitana e all'inizio aveva una sola banchina mediana; nel 1977–1980 è stato effettuato un intervento di modernizzazione nel quale è stata aggiunta una banchina laterale e quella centrale è stata chiusa da un lato.

## Interscambi
La stazione è collegata con i seguenti trasporti pubblici:
- fermata autobus urbani

## Servizi
La stazione dispone di:
- biglietteria automatica